# Coroneu
Segons la mitologia grega, Coroneu (grec antic: Κορωναῖος), rei de la Fòcida, fou el pare de Coronis, convertida en cornella per Atena quan fugia de Posidó.